# Longitarsus marguzoricus
Longitarsus marguzoricus là một loài bọ cánh cứng trong họ Chrysomelidae. Loài này được Konstantinov in Konstantinov & Lopatin miêu tả khoa học năm 2000.